# Estación de Brockville
Brockville estación de tren en Brockville, Ontario, Canadá, cuenta con trenes Via Rail que van desde Toronto a Ottawa y Montreal. Es una estación de tren con personal, con venta de billetes, estacionamiento al aire libre, teléfonos, baños y acceso para sillas de ruedas al andén y a los trenes.

## Planes de remodelación
Via Rail anunció en noviembre de 2009 que reemplazaría la histórica estación de Brockville de 1872 con una nueva instalación de 7 millones de dólares. El 10 de noviembre de 2010, Via Rail dio a conocer una segunda propuesta de diseño para el nuevo edificio de la estación. El edificio de 220 m2 costaría 4,5 millones de dólares canadienses y habría sido accesible para sillas de ruedas, con espacio para acomodar líneas de vías ampliadas.
Una vez que se completara el desarrollo propuesto, se planeó demoler el antiguo edificio de la estación de tren; esa medida encontró oposición local. Como el volumen de pasajeros sigue siendo bajo, Via volvió a la mesa de dibujo y propuso una renovación de un millón de dólares de la estación existente con un nuevo techo, ladrillo exterior, iluminación, puertas y ventanas. Se añadiría una puerta automática y mejoras de accesibilidad para personas con discapacidad, y se derribaría un edificio adyacente a la estación y se sustituiría por un refugio para pasajeros. Según el alcalde de Brockville, David Henderson, "es claramente algo que hizo sonar algunas alarmas en la comunidad local, porque tenemos un aspecto muy histórico en esta antigua ciudad. Lo bueno es que Via Rail, y la gente de Via Rail, ellos respondieron." Las renovaciones se completaron en julio de 2015.

## Servicios ferroviarios
A partir de enero de 2023, la estación de Brockville cuenta con dos rutas nacionales (con conexiones) proporcionadas por Via Rail, el principal operador ferroviario de pasajeros en Canadá.

### Ottawa-Toronto
| Tren | Origen  | Paradas intermedias | Destino | Frecuencia                    |
| ---- | ------- | --- | ------- | ----------------------------- |
| 41   | Ottawa  | Fallowfield - Smiths Falls - Brockville - Kingston - Belleville - Cobourg - Oshawa                                                                  | Toronto | 1 por día (lunes a sábado)    |
| 42   | Toronto | Guildwood - Oshawa - Port Hope - Cobourg - Trenton Junction - Belleville - Napanee - Kingston - Gananoque - Brockville - Smiths Falls - Fallowfield | Ottawa  | 1 por día                     |
| 44   | Toronto | Oshawa - Kingston - Brockville - Smiths Falls - Fallowfield                                                                                         | Ottawa  | 1 por día                     |
| 46   | Toronto | Guildwood - Oshawa - Cobourg - Kingston - Brockville - Fallowfield                                                                                  | Ottawa  | 1 por día                     |
| 47   | Ottawa  | Fallowfield - Brockville - Gananoque - Kingston - Belleville - Oshawa                                                                               | Toronto | 1 por día                     |
| 48   | Toronto | Guildwood - Oshawa - Port Hope - Cobourg - Trenton Junction - Belleville - Napanee - Kingston - Gananoque - Brockville - Smiths Falls - Fallowfield | Ottawa  | 1 por día (domingo - viernes) |
| 50   | Toronto | Guildwood - Oshawa - Cobourg - Belleville - Kingston - Brockville - Smiths Falls - Fallowfield                                                      | Ottawa  | 1 por día                     |
| 51   | Ottawa  | Fallowfield - Smiths Falls - Brockville - Kingston - Belleville - Cobourg - Port Hope - Oshawa                                                      | Toronto | 1 por día (lunes a viernes)   |
| 52   | Toronto | Guildwood - Oshawa - Cobourg - Belleville - Kingston - Brockville - Smiths Falls - Fallowfield                                                      | Ottawa  | 1 por día                     |
| 53   | Ottawa  | Fallowfield - Smiths Falls - Brockville - Gananoque - Kingston - Belleville - Cobourg - Oshawa                                                      | Toronto | 1 por día                     |
| 54   | Toronto | Guildwood - Oshawa - Port Hope - Cobourg - Trenton Junction - Belleville - Napanee - Kingston - Brockville - Smiths Falls - Fallowfield             | Ottawa  | 1 por día                     |
| 55   | Ottawa  | Fallowfield - Brockville - Kingston - Napanee - Belleville - Trenton Junction - Cobourg - Port Hope - Oshawa                                        | Toronto | 1 por día                     |
| 59   | Ottawa  | Fallowfield - Smiths Falls - Brockville - Kingston - Belleville - Trenton Junction - Cobourg - Oshawa - Guildwood                                   | Toronto | 1 por día                     |
| 643  | Ottawa  | Fallowfield - Smiths Falls - Brockville - Kingston - Napanee - Belleville - Trenton Junction - Cobourg - Port Hope - Oshawa - Guildwood             | Toronto | 1 por día (sábado y domingo)  |

- No hay servicio local entre Ottawa y Fallowfield, o Guildwood y Toronto en estos trenes.[7][8]

### Montreal-Toronto
| Tren | Origen   | Paradas intermedias                                                                   | Destino  | Frecuencia |
| ---- | -------- | ------------------------------------------------------------------------------------- | -------- | ---------- |
| 63   | Montreal | Dorval - Cornwall - Brockville - Kingston - Belleville - Cobourg - Oshawa             | Toronto  | 1 por día  |
| 64   | Toronto  | Guildwood - Oshawa - Cobourg - Belleville - Kingston - Brockville - Cornwall - Dorval | Montreal | 1 por día  |
| 68   | Toronto  | Guildwood - Oshawa - Cobourg - Belleville - Kingston - Brockville - Cornwall - Dorval | Montreal | 1 por día  |
| 69   | Montreal | Dorval - Cornwall - Brockville - Kingston - Oshawa                                    | Toronto  | 1 por día  |

- No hay servicio local entre Montreal y Dorval, o Guildwood y Toronto en estos trenes.[9][10]